# Jordy Alcívar
Jordy Alcívar (n. Manta, Ecuador; 5 de agosto de 1999) es un futbolista ecuatoriano. Juega de centrocampista y su equipo actual es el Independiente del Valle de la Serie A de Ecuador.

## Trayectoria

### Liga Deportiva Universitaria
Jordy dejó su ciudad natal Manta a la edad 12 años buscando su sueño de ser futbolista y luego es aceptado en las  inferiores de Liga Deportiva Universitaria y logra su debut en el 2018. Al finalizar la temporada 2018 queda campeón con el equipo albo al derrotar en la final al Club Sport Emelec. También con Liga consiguió los títulos de la primera edición de la Copa Ecuador y el bicampeonato de la Supercopa de Ecuador en 2020 y 2021.

### Charlotte Football Club
En 2022 es fichado por la naciente franquicia de la MLS, el Charlotte Football Club. El equipo norteamericano adquirió la totalidad de sus derechos deportivos a Liga.

### Independiente del Valle
El 24 de noviembre de 2022 se anunció su transferencia definitiva al Independiente del Valle de Ecuador.

### Club León
El 11 de julio de 2024 se anunció su incorporación al Club León de México por una temporada a préstamo con opción de compra.

## Selección nacional
En 2019, ganó el Campeonato Sudamericano Sub-20 y ayudó a Ecuador a quedar tercero en el Mundial Sub-20 en Polonia.

### Categorías inferiores

#### Participaciones en Sudamericanos
| Campeonato                              | Sede     | Resultado    | Partidos | Goles |
| --------------------------------------- | -------- | ------------ | -------- | ----- |
| Sudamericano Sub-20 de 2019             | Chile    | Campeón      | 4        | 0     |
| Juegos Panamericanos Lima 2019          | Perú     | Primera fase | 4        | 0     |
| Preolímpico Sudamericano Sub-23 de 2020 | Colombia | Primera fase | 3        | 0     |

#### Participaciones en Copas del Mundo
| Campeonato                  | Sede    | Resultado    | Partidos | Goles |
| --------------------------- | ------- | ------------ | -------- | ----- |
| Copa Mundial Sub-20 de 2019 | Polonia | Tercer lugar | 6        | 0     |

### Selección absoluta

#### Participaciones en eliminatorias
| Eliminatorias      | Sede            | Resultado   | Partidos | Goles |
| ------------------ | --------------- | ----------- | -------- | ----- |
| Eliminatorias 2022 | América del Sur | Clasificado | 0        | 0     |
| Eliminatorias 2026 | América del Sur | Clasificado | 0        | 0     |

### Partidos internacionales
Actualizado al último partido jugado el 20 de junio de 2023.
| \| N.° \| Fecha \| Ciudad \| Rival \| Resultado \| Resultado \| Competencia \| \| --- \| ---------------------- \| ------- \| ----------- \| --------- \| --------- \| ----------- \| \| 1. \| 4 de diciembre de 2021 \| Houston \| El Salvador \| 1-1 \| Empate \| Amistoso \| \| 2. \| 20 de junio de 2023 \| Chester \| Costa Rica \| 3-1 \| Victoria \| Amistoso \| |                        |         |             |           |           |             |
| N.° | Fecha                  | Ciudad  | Rival       | Resultado | Resultado | Competencia |
| 1. | 4 de diciembre de 2021 | Houston | El Salvador | 1-1       | Empate    | Amistoso    |
| 2. | 20 de junio de 2023    | Chester | Costa Rica  | 3-1       | Victoria  | Amistoso    |

## Estadísticas

### Clubes
Actualizado al último partido jugado el 19 de agosto de 2025.
| Club                                   | Div.          | Temporada     | Liga  | Liga  | Copas nacionales | Copas nacionales | Copas internacionales | Copas internacionales | Total | Total |
| Club                                   | Div.          | Temporada     | Part. | Goles | Part.            | Goles            | Part.                 | Goles                 | Part. | Goles |
| -------------------------------------- | ------------- | ------------- | ----- | ----- | ---------------- | ---------------- | --------------------- | --------------------- | ----- | ----- |
| Liga Deportiva Universitaria · Ecuador | 1.ª           | 2018          | 2     | 0     | 0                | 0                | 0                     | 0                     | 2     | 0     |
| Liga Deportiva Universitaria · Ecuador | 1.ª           | 2019          | 7     | 0     | 4                | 0                | 2                     | 0                     | 13    | 0     |
| Liga Deportiva Universitaria · Ecuador | 1.ª           | 2020          | 27    | 2     | 0                | 0                | 4                     | 0                     | 31    | 2     |
| Liga Deportiva Universitaria · Ecuador | 1.ª           | 2021          | 28    | 1     | 2                | 0                | 10                    | 2                     | 40    | 3     |
| Liga Deportiva Universitaria · Ecuador | Total club    | Total club    | 64    | 3     | 6                | 0                | 16                    | 2                     | 86    | 5     |
| Charlotte F. C. Estados Unidos         | 1.ª           | 2022          | 20    | 1     | 2                | 0                | —                     | —                     | 22    | 1     |
| Charlotte F. C. Estados Unidos         | Total club    | Total club    | 20    | 1     | 2                | 0                | 0                     | 0                     | 22    | 1     |
| Independiente del Valle · Ecuador      | 1.ª           | 2023          | 25    | 3     | 1                | 0                | 10                    | 0                     | 36    | 3     |
| Independiente del Valle · Ecuador      | 1.ª           | 2024          | 7     | 0     | 0                | 0                | 2                     | 0                     | 9     | 0     |
| Club León · México                     | 1.ª           | 2024-25       | 10    | 0     | —                | —                | 2                     | 0                     | 12    | 0     |
| Club León · México                     | Total club    | Total club    | 10    | 0     | 0                | 0                | 2                     | 0                     | 12    | 0     |
| Independiente del Valle · Ecuador      | 1.ª           | 2025          | 19    | 1     | 0                | 0                | 10                    | 1                     | 29    | 2     |
| Independiente del Valle · Ecuador      | Total club    | Total club    | 51    | 4     | 1                | 0                | 22                    | 1                     | 74    | 5     |
| Total carrera                          | Total carrera | Total carrera | 145   | 8     | 9                | 0                | 40                    | 3                     | 194   | 11    |
| 1. 2.                                  |               |               |       |       |                  |                  |                       |                       |       |       |

## Palmarés

### Campeonatos nacionales
| Título               | Club                         | Año     |
| -------------------- | ---------------------------- | ------- |
| Serie A de Ecuador   | Liga Deportiva Universitaria | 2018    |
| Copa Ecuador         | Liga Deportiva Universitaria | 2018-19 |
| Supercopa de Ecuador | Liga Deportiva Universitaria | 2020    |
| Supercopa de Ecuador | Liga Deportiva Universitaria | 2021    |
| Supercopa de Ecuador | Independiente del Valle      | 2023    |

### Campeonatos internacionales
| Título              | Equipo                  | Año  |
| ------------------- | ----------------------- | ---- |
| Sudamericano Sub-20 | Ecuador sub-20          | 2019 |
| Recopa Sudamericana | Independiente del Valle | 2023 |